# Bartolomeo Borghesi
Bartolomeo Borghesi (ur. 11 lipca 1781 w Savignano sul Rubicone, zm. 16 kwietnia 1860 w San Marino), hrabia, włoski badacz starożytności, specjalizujący się w numizmatyce i epigrafice rzymskiej.
Studiował w Bolonii i w Rzymie, w 1821 osiadł w San Marino. W 1842 otrzymał Pour le Mérite za Naukę i Sztukę. Najważniejszym jego dziełem jest Nuovi Frammenti dei Fasti Consolari Capitolini (2 tomy, Mediolan 1818–1820).